# عضوانية
العضوية: هي الموقف الفلسفي الذي ينص على أن الكون وأجزائه المختلفة (بما في ذلك المجتمعات البشرية) يجب اعتباره حيًا ومنظمًا بشكل طبيعي، مثله مثل الكائن الحي. الأمر حيوي للموقف هو فكرة أن العناصر العضوية ليست "أشياء" نائمة في حد ذاتها وإنما مكونات ديناميكية في نظام شامل يتغير بشكل عام. ترتبط العضوية بالكلية ولكنها تظل متميزة عنها بقدر ما تمثل الكلية؛ في حين أن المفهوم الأخير يجري تطبيقه على نطاق أوسع على الترابطات الشاملة للجزء الكلي كما هو الحال في الأنثروبولوجيا وعلم الاجتماع، يُطبق الأول تقليديًا فقط في الفلسفة وعلم الأحياء،
تتعارض العضوية مع الاختزالية بسبب اعتبار العضوية "كل من السببية من أسفل إلى أعلى ومن أعلى إلى أسفل  الآلية التي وجهت البحث العلمي منذ أوائل القرن السابع عشر ".

وعلى الرغم من استمرار وجود معارضة بين المؤرخين العلميين فيما يتعلق بالنشأة العضوية المسبقة، يتفق معظم العلماء على أن أثينا القديمة هي مسقط رأسها، ظهر أفلاطون في الكتابة الأثينية في القرن الرابع قبل الميلاد، وكان من بين أوائل الفلاسفة الذين اعتبروا الكون كائنًا حيًا ذكيًا (شبه واعٍ)، وهو ما افترضه في كتابيه Philebus و Timaeus. في مطلع القرن الثامن عشر،
دافع إيمانويل كانط عن إحياء الفكر العضوي من خلال التأكيد، في أعماله المكتوبة، على "الترابط بين الكائن الحي وأجزائه والسببية الدائرية" الملازمة للتشابك غير المنفصل بين الكل الأكبر . ازدهرت العضوية لفترة خلال الحركة الفكرية الرومانسية الألمانية وكان موقفًا اعتبره فريدريش فيلهلم جوزيف شيلينج مبدأً مهمًا في مجال الدراسات البيولوجية المزدهر. في علم الأحياء المعاصر، تؤكد العضوية على التنظيم (خاصة خصائص التنظيم الذاتي) بدلاً من التركيب (الاختزال إلى المكونات البيولوجية) للكائنات الحية. كان جون سكوت هالدين أول عالم أحياء حديث يستخدم هذا المصطلح لتوسيع موقفه الفلسفي في عام 1917؛ الأكاديميون والمهنيون الآخرون في القرن العشرين، مثل ثيودور أدورنو وألبرت دالك، اتبعوا هالدين.

## الفلسفة
ترفض العضوية كعقيدة الآلية والاختزال (المذاهب التي تدعي أن أصغر الأجزاء في حد ذاتها تشرح سلوك الأنظمة المنظمة الأكبر التي تعد جزءًا منها). ومع ذلك-[15] ترفض العضوية أيضًا النزعة الحيوية، وهي العقيدة القائلة إن هناك قوة حيوية مختلفة عن القوى المادية التي تمثل الكائنات الحية. على حد تعبير فريتجوف كابرا، فقد ولدت كل من المدارس والعضوية والحيوية من السعي للتخلص من الصورة الديكارتية للواقع، وهي وجهة نظر يُزعم أنها النموذج الأكثر تدميراً في الوقت الحاضر من العلم إلى السياسة.
اقترح ويليام ويمسات أن عدد المصطلحات في العلاقات التي نُظر فيها يميز الاختزالية عن الكلية. تدعي التفسيرات الاختزالية أن اثنين أو ثلاثة على الأكثر من العلاقات كافية لتفسير سلوك النظام على الطرف الآخر، على سبيل المثال، يمكن اعتبار النظام على أنه علاقة واحدة من عشرة إلى الستة وعشرين.[16]

## السياسية وعلم الاجتماع
استُخدمت العضوية لتوصيف المفاهيم التي طرحها العديد من علماء الاجتماع في أواخر القرن التاسع عشر الذين اعتبروا المجتمع البشري مشابهًا للكائن الحي، والبشر الفرديين مشابهين لخلايا الكائن الحي. جرى توضيح هذا النوع من علم الاجتماع العضوي من قبل ألفيد إسبيناس،ر بول فون ليلينفيلد، جاك نوفيكو، ألبرت شيفل، هربرت سبنسر، ورينيه وورمز، من بين آخرين.[17]
يمكن القول إن توماس هوبز قد طرح شكلاً من أشكال العضوية. في كتابه Leviathan، جادل بأن الدولة مثل الله العلماني الذي تشكل مكوناته (الأفراد) كائنًا حيويًا أكبر. ومع ذلك، فإن جسد Leviathan يتكون من العديد من الوجوه البشرية (جميعها تنظر للخارج من الجسد)، وهذه الوجوه لا ترمز إلى أعضاء مختلفة لكائن حي معقد وانما إلى الأفراد الذين وافقوا هم أنفسهم على العقد الاجتماعي، وبالتالي تنازلوا عن قوتهم للوياثان. إن كون ليفياثان أشبه بآلة مبنية أكثر من كونه كائنًا حرفيًا يتماشى تمامًا مع الفردية العنصرية والمادية الميكانيكية لهوبز[18]

## علم الأحياء
في كيانات التنفس، لوحظت الخلايا، وهي أصغر وحدة في الحياة، لأول مرة في القرن السابع عشر، عندما صُمم مجهر المعدات متعدد الأوجه. قبل تلك الفترة، جرت دراسة الكائنات الحية الفردية ككل في مجال يعرف باسم البيولوجيا العضوية. يظل مجال البحث هذا مكونًا مهمًا في العلوم البيولوجية. علاوة على ذلك، كما يقول كابرا، خلال أوائل القرن العشرين، كافح باحثو الكم مع نفس التحول النموذجي من "الأجزاء إلى الكل" الذي بلغ ذروته عند علماء الأحياء العضوية.
تعتبر العضوية في علم الأحياء أن الهياكل التي يمكن ملاحظتها في الحياة، وشكلها العام وخصائص الأجزاء المكونة لها هي نتيجة للعب المتبادل لجميع المكونات على بعضها البعض. من أمثلة علماء الأحياء في القرن العشرين الذين كانوا عضويين روس هاريسون وبول فايس وجوزيف نيدهام. تناقشها دونا هارواي في كتابها الأول "البلورات والأقمشة والحقول". جون سكوت هالدين (والد جيه بي إس هالدين)، وويليام إيمرسون ريتر، وإدوارد ستيوارت راسل، وجوزيف هنري وودجر، ولودفيج فون بيرتالانفي، ورالف ستاينر ليلي هم من أوائل علماء العضوية الآخرين في أوائل القرن العشرين. قدم روبرت روزين، مؤسس "علم الأحياء العلائقية" معالجة رياضية ونظرية شاملة للعلاقات السببية غير القابلة للاختزال التي يعتقد أنها مسؤولة عن الحياة.-[19]

## علم الأحياء النظري
في أوائل الثلاثينيات من القرن الماضي، قام كل من جوزيف هنري وودجر وجوزيف نيدهام، مع كونراد هال وادينجتون، وجون ديزموند برنال، ودوروثي نيدهام، ودوروثي ورينش، بتشكيل نادي علم الأحياء النظري، لتعزيز نهج العضوية في علم الأحياء. كان النادي معارضًا للآلية والاختزال والنظرة الجينية للتطور. تأثر معظم الأعضاء بفلسفة ألفريد نورث وايتهيد. حُل النادي لأن مؤسسة روكفلر رفضت تمويل تحقيقاتها.